# Johannes Georg Bednorz
Johannes Georg Bednorz, né le 16 mai 1950 à Neuenkirchen en Allemagne, est un physicien allemand. Il a partagé le prix Nobel de physique de 1987 pour ses travaux sur les supraconducteurs à haute température.

## Biographie
Il naît à Neuenkirchen. En 1968, il commence à étudier la minéralogie à l'université de Münster.
En 1982, il est engagé par IBM pour travailler dans leur laboratoire de Zurich, il y rejoint Karl Alexander Müller qui effectue des recherches sur les supraconducteurs. En 1983 ils commencent une étude systématique des propriétés électriques de céramiques formé à partir d'oxyde de métaux de transition. Le domaine de recherche est alors entièrement nouveau et aucun élément théorique n'y a conduit, Karl Alexander Müller était familier de ces matériaux et c'est peut-être par pure intuition qu'il a eu l'idée de tester la supraconduction. À ce jour il n'y a pas de modèle quantique pour ce type de supraconductivité. En 1986 ils obtiennent la supraconductivité dans un oxyde de baryum-lanthane-cuivre à la température de 35 K. Dans les 75 années précédentes la température critique minimale connue était passé de 11 K en 1911 à 23 K en 1973 pour ne plus être modifié jusqu'à la percée de Müller et Bednorz. En moins d'un an, d'autres équipes, se basant sur les travaux de Müller, porte le record à 93 K. En 1987, Bednorz et Müller reçoivent le prix Nobel de physique « pour leur importante percée dans la découverte de la supraconduction dans les céramiques ». C'est le laps de temps le plus bref entre une découverte et sa récompense par un prix Nobel depuis sa création.